# Tro Bro Leon 2021
La Tro Bro Leon 2021 fou la 37a edició de la Tro Bro Leon. La cursa es disputà el 16 de maig de 2021, amb un recorregut de 207 km. La cursa formava part de l'UCI ProSeries 2021, en la categoria 1.Pro. La cursa també formava part de la Copa de França de ciclisme. El vencedor final fou Connor Swift (Arkéa-Samsic), que s'imposà a l'esprint als seus quatre companys d'escapada, Piet Allegaert, Baptiste Planckaert, Olivier Le Gac i Rasmus Tiller.

## Equips
L'organització convidà a 21 equips a prendre part en aquesta cursa.
| WorldTeams (6)- AG2R Citroën Team - Cofidis - EF Education-Nippo - Groupama-FDJ - Intermarché-Wanty-Gobert Matériaux - Lotto Soudal ProTeams (11)- Alpecin-Fenix - Arkéa-Samsic - B&B Hotels p/b KTM - Bingoal Pauwels Sauces WB - Burgos-BH - Delko - Euskaltel-Euskadi - Equipo Kern Pharma - Rally Cycling - Total Direct Énergie - Uno-X Pro Cycling Team Equips continentals (4)- BEAT Cycling - Riwal - Saint Michel-Auber 93 - Xelliss-Roubaix Lille Métropole |
| |

## Classificació final
| \| Classificació general \| Classificació general \| Classificació general \| Classificació general \| Classificació general \| \| Corredor \| Corredor \| Equip \| Temps \| \| \| --------------------- \| --------------------- \| ---------------------------------- \| --------------------- \| --------------------- \| \| 1r \| Connor Swift \| Arkéa-Samsic \| 5h 18' 38" \| \| \| 2n \| Piet Allegaert \| Cofidis \| + 0" \| \| \| 3r \| Baptiste Planckaert \| Intermarché-Wanty-Gobert Matériaux \| + 0" \| \| \| 4t \| Olivier Le Gac \| Groupama-FDJ \| + 0" \| \| \| 5è \| Rasmus Tiller \| Uno-X Pro Cycling Team \| + 0" \| \| \| 6è \| John Degenkolb \| Lotto-Soudal \| + 26" \| \| \| 7è \| Oliver Naesen \| AG2R Citroën Team \| + 26" \| \| \| 8è \| Bram Welten \| Arkéa-Samsic \| + 26" \| \| \| 9è \| Christophe Laporte \| Cofidis \| + 26" \| \| \| 10è \| Kevin Geniets \| Groupama-FDJ \| + 26" \| \| |                     |                                    |            |
| |                     |                                    |            |
| Font: ProCyclingStats |                     |                                    |            |
| Classificació general |                     |                                    |            |
| Corredor | Corredor            | Equip                              | Temps      |
| 1r | Connor Swift        | Arkéa-Samsic                       | 5h 18' 38" |
| 2n | Piet Allegaert      | Cofidis                            | + 0"       |
| 3r | Baptiste Planckaert | Intermarché-Wanty-Gobert Matériaux | + 0"       |
| 4t | Olivier Le Gac      | Groupama-FDJ                       | + 0"       |
| 5è | Rasmus Tiller       | Uno-X Pro Cycling Team             | + 0"       |
| 6è | John Degenkolb      | Lotto-Soudal                       | + 26"      |
| 7è | Oliver Naesen       | AG2R Citroën Team                  | + 26"      |
| 8è | Bram Welten         | Arkéa-Samsic                       | + 26"      |
| 9è | Christophe Laporte  | Cofidis                            | + 26"      |
| 10è | Kevin Geniets       | Groupama-FDJ                       | + 26"      |